# Jonas Beronius
Jonas Beronius, född 28 oktober 1779 på Ingestorps gård i Skärvs socken i Västergötland, död 18 november 1847, var en svensk mekaniker och bergmästare.
Beronius var son till kyrkoherden Peter Beronius och hans hustru Brita Katarina Flygare. Han avlade 1799 hovrättsexamen 1799 vid Uppsala universitet, studerade därefter mekanik under Eric Nordewall och avlade 1802 bergsexamen i Uppsala. År 1805 blev han konstmästare vid Dannemora gruvor samt fick i uppdrag att länsa gruvorna och genom en dammbyggnad skydda dem mot vidare översvämningar. Han fullgjorde detta viktiga uppdrag på ett utmärkt sätt, och han ansågs ha "en stor del af förtjänsten att ha räddat Sveriges mest värderade gruffält från en överhängande fara". Han utnämndes 1830 till bergsfogde i Upplands och Roslagens bergsfögderi, erhöll 1818 bergmästares titel och blev 1821 ledamot av Vetenskapsakademien.
Han var far till Otto Beronius, förebilden till "Glunten", samt till riksdagsmannen Victor Beronius.